# Rozkład chi
Rozkład chi (zapisywany jako rozkład χ) to rozkład prawdopodobieństwa typu ciągłego.
Funkcja gęstości prawdopodobieństwa tego rozkładu dana jest wzorem:
{\displaystyle f(x)={\frac {\left({\frac {x-A}{B}}\right)^{\nu -1}e^{-{\frac {1}{2}}\left({\frac {x-A}{B}}\right)^{2}}}{2^{{\frac {\nu }{2}}-1}B\Gamma \left({\frac {\nu }{2}}\right)}},}
gdzie {\displaystyle A,B,\nu } to parametry rozkładu, zaś Γ oznacza funkcję gamma.
Parametr {\displaystyle \nu } nazywany jest liczbą stopni swobody rozkładu, musi być liczbą większą od 0.
Dystrybuanta tego rozkładu ma postać:
{\displaystyle F(x)=\Gamma \left({\frac {\nu }{2}},{\frac {1}{2}}\left({\frac {x-A}{B}}\right)^{2}\right).}
Własności:
- Jeśli zmienna losowa {\displaystyle X} ma rozkład chi-kwadrat, to zmienna losowa {\displaystyle {\sqrt {X}}} ma rozkład chi.
- Mediana nie może być wyrażona za pomocą funkcji elementarnych, natomiast skośność i kurtoza wyrażają się wzorami:

skośność:
{\displaystyle {\frac {{\sqrt {2}}\left[4\Gamma ^{3}\left({\frac {\nu +1}{2}}\right)+\Gamma ^{2}\left({\frac {\nu }{2}}\right)\left(2\Gamma \left({\frac {\nu +3}{2}}\right)-3\nu \Gamma \left({\frac {\nu +1}{2}}\right)\right)\right]}{\Gamma ^{3}\left({\frac {\nu }{2}}\right)\left[\nu -{\frac {2\Gamma ^{2}\left({\frac {\nu +1}{2}}\right)}{\Gamma ^{2}\left({\frac {\nu }{2}}\right)}}\right]^{\frac {3}{2}}}}}
kurtoza:
{\displaystyle {\frac {2\nu (1-\nu )\Gamma ^{4}\left({\frac {\nu }{2}}\right)-24\Gamma ^{4}\left({\frac {\nu +1}{2}}\right)}{\left[\nu \Gamma ^{2}\left({\frac {\nu }{2}}\right)-2\Gamma ^{2}\left({\frac {\nu +1}{2}}\right)\right]^{2}}}+}
{\displaystyle +{\frac {8(2\nu -1)\Gamma ^{2}\left({\frac {\nu }{2}}\right)\Gamma ^{2}\left({\frac {\nu +1}{2}}\right)}{\left[\nu \Gamma ^{2}\left({\frac {\nu }{2}}\right)-2\Gamma ^{2}\left({\frac {\nu +1}{2}}\right)\right]^{2}}}}
Specjalne przypadki:
- {\displaystyle \nu =1} – rozkład półnormalny
- {\displaystyle \nu =2,\ A=0} – rozkład Rayleigha
- {\displaystyle \nu =3,\ A=0} – rozkład Maxwella